# Kerk van de Aartsengel Sint-Michaël (Košice)
De kerk van Aartsengel Sint-Michaël (ook Ursulinenkerk genoemd) is een barok kerkgebouw in Košice. Ze is gelegen in de oude binnenstad (Staré Mesto), aan de Mäsiarská-straat 25.

## Geschiedenis
Oorspronkelijk werd het bedehuis ten behoeve van de calvinisten gebouwd door de architecten Ján Brad en Baltazár Reiner. De werken duurden van 1642 tot 1655. Als gevolg van de aanhoudende godsdiensttwisten tussen de katholieken en de protestanten, wisselde de kerk tot 1698 meermaals van eigenaar. Een dieptepunt in de aanwending van het bouwwerk, was de benutting door het leger als opslagplaats voor wapens.
In chronologische volgorde, vestigde de Sociëteit der Ursulinen zich als vierde, in Košice : na de dominicanen, de franciscanen en de jezuïeten. Bij gebrek aan middelen slaagde ze er echter niet in een kerkgebouw op te trekken. Ze kwam pas in 1731 in bezit van het huidige gebouw. 

## Architectuur
Het bedehuis was aanvankelijk een zaalkerk, maar na 1698, in 1840, 1875 en 1898, werden verbouwingen en renovaties uitgevoerd. Anno 2020 heeft de kerk een hoge middenbeuk en twee kleinere zijbeuken. Boven deze laatste zijn afgezonderde ruimten, beschermd met rococo-balustrades. 
Het interieur is een samenspel van barok, rococo, classicisme en art nouveau. Het priesterkoor is links en rechts verfraaid met glaspanelen in art-nouveau-stijl. Tegen de muren van het koor zijn vergulde barokke heiligenbeelden aangebracht.
Dit is merkwaardig, aangezien de sculpturen -in tegenstelling tot de andere kerken- hier niet aan het altaar staan.
De aanwezigheid van een beeld van de aartsengel Michaël is wel zeer opvallend.
Het hoogaltaar van Sint-Michaël en de zes zijaltaren zijn alle gemaakt in barokstijl en dateren uit het midden van de 18e eeuw.
De inspanningen van de Ursulinen om de kerk te vergroten werden in 1840 door een brand verstoord en in 1876 veroorzaakte een storm schade aan het dak.
Anno 1898 werd een sacristie bijgebouwd evenals een toren aan de voorgevel.
De kerk is sedert 1963 een Nationaal Cultureel Monument.

## Ursulinenorde
De Ursulinenorde bouwde in hoofdzaak scholen voor onderricht aan meisjes, zo onder meer vanaf 1877: een internaat, een kleuterschool, een volksschool en een bedrijfsschool.
Anno 1905 bouwden ze in de Komenskéhostraat -in historische stijl- nog een school voor economie. Dit gebouw huisvest anno 2020 de « Faculteit voor Wetenschappen ». 
In de Mäsiarská-straat bouwde de Ursulinenorde, naast de kerk, haar groot klooster waarvan in 2020 de « Middelbare Medische School van Sint-Elisabeth » deel uitmaakt.